# Eucharius Rößlin, o Velho
Eucharius Rösslin (1470 — Frankfurt am Main, 23 de Setembro de 1526) foi médico e farmacêutico alemão. Autor de um livro sobre obstetrícia chamado "Der Rosengarten" (O Jardim das Rosas), publicado em 1513 e que se tornou referência médica para parteiras.

## Biografia

De partu hominis

Ele tinha trabalhado como farmacêutico em Freiburg im Breisgau antes de ser eleito médico para a cidade de Frankfurt am Main em 1506. Atuou como médico na cidade de Worms à serviço de Catarina da Pomerânia (1465-1526), esposa de Henrique IV, Duque de Braunschweig-Wolfenbüttel (1463-1514). Ao examinar e supervisionar as parteiras de sua cidade, ele descobriu que a prática desse tipo de negócio carecia dos cuidados necessários e estavam abaixo do padrão, erro esse que contribuía para as altas taxas de mortalidade. Atendendo a essa necessidade, ele escreveu o seu livro, que foi publicado em Estrasburgo. Ele foi escrito em alemão e suas páginas incluíam gravuras de Martin Caldenbach (1470-1518), que tinha sido discípulo de Albrecht Dürer. Nessa obra foram mostradas pela primeira vez imagens da cadeira para parturientes e as posições do feto no útero.
Apesar de sua observação direta das parteiras em Worms, Rösslin inseriu informações recolhidas de escritores da antiguidade tais como Múscio, que escreveu um tratado sobre ginecologia e Sorano de Éfeso, um dos representantes da Escola Metódica de Medicina. Em seu capítulo de introdução, Rösslin enfatiza o papel do homem no processo de reprodução e faz censuras às parteiras que "através da negligência e do descaso ... morrem crianças a torto e a direito." Chega a ameaçar as parteiras com o alerta de que Deus irá chamá-las um dia para um acerto de contas. "E como as parteiras a quem recorri, nada me disseram sobre suas tarefas, fico com a minha educação médica."
O livro teve um sucesso imediato. Em 1540, ele foi publicado em inglês sob o título "The Birth of Mankind" por Thomas Raynalde.  Por volta do século XVI ele já tinha sido traduzido para todos os principais idiomas europeus e passado por muitas edições.
Rösslin retornou às suas atividades como médico em Frankfurt, em 1517, onde permaneceu nesse posto até 1526.
Seu filho Eucharius Rösllin, o Jovem o sucedeu como médico da cidade, tendo escrito um livro sobre minerais e uso dos minerais, tendo publicado uma tradução em latim do livro de seu pai intitulado "De partu Hominis" em 1532.

## Obras
- Der Swangern Frauwen vnd hebamen Rosegarten. (Estrasburgo, 1513)
- De Partv Hominis, Et Qvae Circa Ipsvm accidunt. Libellus D. Eucharij Rhodionis, Medici 1532